# II liga polska w hokeju na lodzie (1987/1988)
II liga polska w hokeju na lodzie 1987/1988 – 33. sezon drugiego poziomu ligowego hokeja na lodzie w Polsce. Został rozegrany na przełomie 1987 i 1988 roku.

## Formuła
W odróżnieniu do ubiegłego sezonu zrezygnowano z podziału na trzy grupy drużyn i wprowadzono jednolitą grupę II-ligowców w liczbie 10 uczestników, zaś jako zwycięzcę przewidziano najlepszą drużynę w tabeli. Początek rozgrywek zaplanowano na 3 października 1987.
Drużyna Startu Pogoni Siedlce po rozpoczęciu rundy rewanżowej, gdy na koncie nie miała ani jednego punktu, w styczniu 1988 wycofała się z rozgrywek, po czym była uwzględniana w tabeli. Awans do I ligi w sezonie 1988/1989 uzyskał Pomorzanin Toruń.

## Sezon zasadniczy
| - I dwumecz – 03-04.X.1987: - Stal Sanok – Polonia Bydgoszcz 2:5 (1:1, 0:1, 1:3), 1:6 (0:0, 1:3, 0:3) - Znicz Pruszków – Boruta Zgierz 6:3, 2:6 - OTH Opole – GKS Jastrzębie 2:7, 0:4 - Legia KTH Krynica – Dolmel Wrocław - Pomorzanin Toruń – Start Pogoń Siedlce 29:0, 30:0 - II dwumecz – 10-11.X.1987: - Start Pogoń Siedlce – Stal Sanok - Polonia Bydgoszcz – Legia KTH Krynica - Boruta Zgierz – Pomorzanin Toruń - Dolmel Wrocław – OTH Opole - GKS Jastrzębie – Znicz Pruszków - III dwumecz – 17-18.X.1987: - Stal Sanok – Boruta Zgierz 5:3, 3:3 - Znicz Pruszków – OTH Opole - Dolmel Wrocław – Polonia Bydgoszcz - IV dwumecz – 24-25.X.1987: - GKS Jastrzębie – Stal Sanok 10:0 (3:0, 5:0, 2:0), 6:2 (2:1, 0:0, 4:0) - OTH Opole – Polonia Bydgoszcz 2:9, 2:5 - Boruta Zgierz – Legia KTH Krynica 2:4, 2:8 - Znicz Pruszków – Pomorzanin Toruń 1:21, 2:13 - Start Pogoń Siedlce – Dolmel Wrocław 2:8, 4:6 - V dwumecz – 07-08.XI.1987: - Stal Sanok – Znicz Pruszków 8:2 (2:1, 0:0, 6:1), 7:3 (2:1, 2:1, 3:1) - Pomorzanin Toruń – OTH Opole 5:2, 20:1 - Legia KTH Krynica – GKS Jastrzębie 2:6, 3:4 - Dolmel Wrocław – Boruta Zgierz 2:7, 3:6 - Polonia Bydgoszcz – Start Pogoń Siedlce 13:1, 11:4 - VI dwumecz – 14-15.XI.1987: - Pomorzanin Toruń – Stal Sanok 11:3 (7:2, 2:1, 2:0), 13:2 (2:2, 4:0, 7:0) - Boruta Zgierz – Polonia Bydgoszcz 2:3, 1:10 - GKS Jastrzębie – Dolmel Wrocław 12:3, 11:2 - Legia KTH Krynica – Znicz Pruszków 13:2, 10:4 - OTH Opole – Start Pogoń Siedlce 8:4, 16:7 - VII dwumecz – 21-22.XI.1987: - Stal Sanok – OTH Opole 8:2 (5:1, 0:1, 3:0), 3:1 (1:0, 1:1, 1:0) - Dolmel Wrocław – Znicz Pruszków 12:8, 6:3 - Polonia Bydgoszcz – GKS Jastrzębie 9:2, 12:4 - Legia KTH Krynica – Pomorzanin Toruń 1:6 - Start Pogoń Siedlce – Boruta Zgierz 2:3, 0:7 - VIII dwumecz – 28-29.XI.1987: - Stal Sanok – Legia KTH Krynica 3:5 (1:1, 0:1, 2:3), 7:2 (1:1, 3:0, 3:0) - OTH Opole – Boruta Zgierz 2:7, 6:4 - Znicz Pruszków – Polonia Bydgoszcz 1:14, 5:8 - Pomorzanin Toruń – Dolmel Wrocław - GKS Jastrzębie – Start Pogoń Siedlce - IX dwumecz – 12-13.XII.1987: - Dolmel Wrocław – Stal Sanok 2:5, 6:7 |  | - I dwumecz – 09-10.I.1988: - Polonia Bydgoszcz – Stal Sanok 5:2 (3:0, 0:0, 2:2), 7:2 (0:2, 4:0, 3:0) - Boruta Zgierz – Znicz Pruszków 12:4, 11:6 - GKS Jastrzębie – OTH Opole 11:2, 2:1 - Dolmel Wrocław – Legia KTH Krynica 3:11, 3:9 - Start Pogoń Siedlce – Pomorzanin Toruń 1:11, 1:14 - II dwumecz – 16-17.I.1988: - Start Pogoń Siedlce – Stal Sanok - Legia KTH Krynica – Polonia Bydgoszcz 4:6, 2:5 - Pomorzanin Toruń – Boruta Zgierz 4:0, 11:4 - OTH Opole – Dolmel Wrocław 3:2, 1:4 - Znicz Pruszków – GKS Jastrzębie - III dwumecz – 23-24.I.1988: - Boruta Zgierz – Stal Sanok 5:7 (0:2, 2:2, 3:3), 3:5 (0:1, 1:2, 2:2) - OTH Opole – Znicz Pruszków 4:5, 5:3 - Polonia Bydgoszcz – Dolmel Wrocław 8:3, 6:4 - IV dwumecz – 30-31.I.1988: - Stal Sanok – GKS Jastrzębie 5:1 (0:0, 3:1, 2:0), 3:2 (1:2, 0:0, 2:0) - Polonia Bydgoszcz – OTH Opole 12:1, 17:4 - Pomorzanin Toruń – Znicz Pruszków 15:0, 15:1 - Legia KTH Krynica – Boruta Zgierz - Dolmel Wrocław – Start Pogoń Siedlce - V dwumecz – 06-07.II.1988: - Znicz Pruszków – Stal Sanok 3:8 (0:1, 2:4, 1:3), 2:18 (1:4, 1:7, 0:7) - OTH Opole – Pomorzanin Toruń 2:5, 1:12 - GKS Jastrzębie – Legia KTH Krynica 6:2, 7:5 - Boruta Zgierz – Dolmel Wrocław 7:2, 10:5 - Polonia Bydgoszcz – pauza - VI dwumecz – 13-14.II.1988: - Stal Sanok – Pomorzanin Toruń 3:11 (2:4, 1:4, 0:3), 4:7 (1:4, 2:2, 1:1) - Polonia Bydgoszcz – Boruta Zgierz 8:1, 13:2 - Dolmel Wrocław – GKS Jastrzębie 2:5, 3:3 - Znicz Pruszków – Legia KTH Krynica 2:11, 2:15 - OTH Opole – pauza - VII dwumecz – 20-21.II.1988: - OTH Opole – Stal Sanok 4:7 (1:2, 0:4, 3:1), 4:9 (0:2, 3:3, 1:4) - Znicz Pruszków – Dolmel Wrocław 6:4, 8:2 - GKS Jastrzębie – Polonia Bydgoszcz 0:6, 0:5 - Pomorzanin Toruń – Legia KTH Krynica 12:5, 12:4 - Boruta Zgierz – pauza - VIII dwumecz – 05-06.III.1988: - Legia KTH Krynica – Stal Sanok 4:2 (2:0, 2:2, 0:0), 8:0 (0:0, 4:0, 4:0) - Boruta Zgierz – OTH Opole 8:4, 7:4 - Polonia Bydgoszcz – Znicz Pruszków 21:0, 19:6 - Dolmel Wrocław – Pomorzanin Toruń 2:16, 0:11 - GKS Jastrzębie – pauza - IX dwumecz – 12-13.III.1988: - Stal Sanok – Dolmel Wrocław 8:1 (2:0, 4:1, 2:0), 6:3 (4:1, 1:1, 1:1) |

### Tabela
| Lp. | Zespół               | M  | Pkt | W  | R | P  | G + | G - | +/-  |
| --- | -------------------- | -- | --- | -- | - | -- | --- | --- | ---- |
| 1   | Pomorzanin Toruń     | 32 | 60  | 30 | 0 | 2  | 322 | 78  | +244 |
| 2   | Polonia Bydgoszcz    | 32 | 58  | 29 | 0 | 3  | 257 | 82  | +175 |
| 3   | Legia KTH Krynica    | 32 | 42  | 21 | 0 | 11 | 209 | 141 | +68  |
| 4   | GKS Jastrzębie       | 32 | 39  | 19 | 1 | 12 | 206 | 127 | +79  |
| 5   | Stal Sanok           | 32 | 37  | 18 | 1 | 13 | 155 | 149 | +6   |
| 6   | Boruta Zgierz Zgierz | 32 | 23  | 11 | 1 | 20 | 143 | 189 | -46  |
| 7   | Znicz Pruszków       | 32 | 10  | 5  | 0 | 27 | 123 | 365 | -242 |
| 8   | OTH Opole            | 32 | 10  | 5  | 0 | 27 | 98  | 233 | -135 |
| 9   | Dolmel Wrocław       | 32 | 9   | 4  | 1 | 27 | 105 | 254 | -149 |
| 10  | Start Pogoń Siedlce  | 14 | 0   | 0  | 0 | 14 | 35  | 176 | -141 |

- = awans do I ligi
- = wycofanie z rozgrywek i formalna degradacja
- W tabeli został podany dorobek Startu Pogoni Siedlce, odnotowany po terminie rozegrania trzeciego dwumeczu II rundy (wówczas planowo było do rozegrania 24 spotkania). Po wycofaniu się siedleckiego klubu z rozgrywek, wyniki jego drużyny zostały anulowane.